# Caprella trispinis
Caprella trispinis är en kräftdjursart som beskrevs av Honeyman 1889. Caprella trispinis ingår i släktet Caprella och familjen Caprellidae. Inga underarter finns listade i Catalogue of Life.